# Myiopagis
Myiopagis é um género de ave da família Tyrannidae.
Este género contém as seguintes espécies:
- Myiopagis caniceps - Guaracava-cinzenta
- Myiopagis cinerea - Guaracava-cinzenta-anazônica
- Myiopagis cotta
- Myiopagis flavivertex - Guaracava-de-penacho-amarelo
- Myiopagis olallai
- Myiopagis subplacens
- Myiopagis viridicata - Guaracava-de-crista-alaranjada